# Appias nupta
Appias nupta är en fjärilsart som först beskrevs av Hans Fruhstorfer 1898.  Appias nupta ingår i släktet Appias och familjen vitfjärilar. Inga underarter finns listade i Catalogue of Life.